# Isaiah Weed
Isaiah Daniel Weed (Bonney Lake, ...) è un giocatore di football americano statunitense, che gioca come quarterback per gli Helvetic Mercenaries.